# Neodiprion abietis
Neodiprion abietis är en stekelart som först beskrevs av Harris.  Neodiprion abietis ingår i släktet Neodiprion och familjen barrsteklar. Inga underarter finns listade i Catalogue of Life.